# 碧湖花園
碧湖花園（英語：Avon Park）位於香港新界粉嶺一鳴路15號，是一個由信和置業發展的私人屋苑，由王歐陽設計，於1994年3月落成入伙，旁邊為田心臨時房屋區（現為牽晴間），是粉嶺南第一個落成的大型私人屋苑。
碧湖花園共建有7幢樓高25至29層的住宅樓宇，提供1,316個住宅單位，單位面積由500餘至1,300多平方呎。物業自設大型會所，設施包括室內游泳池、壁球室、健身室、圖書館、兒童遊樂場等；此外，物業基座建有超過佔地10萬呎的購物廣場及216個停車位，並有天橋連接牽晴間、華心邨和粉嶺中心。

## 購物商場

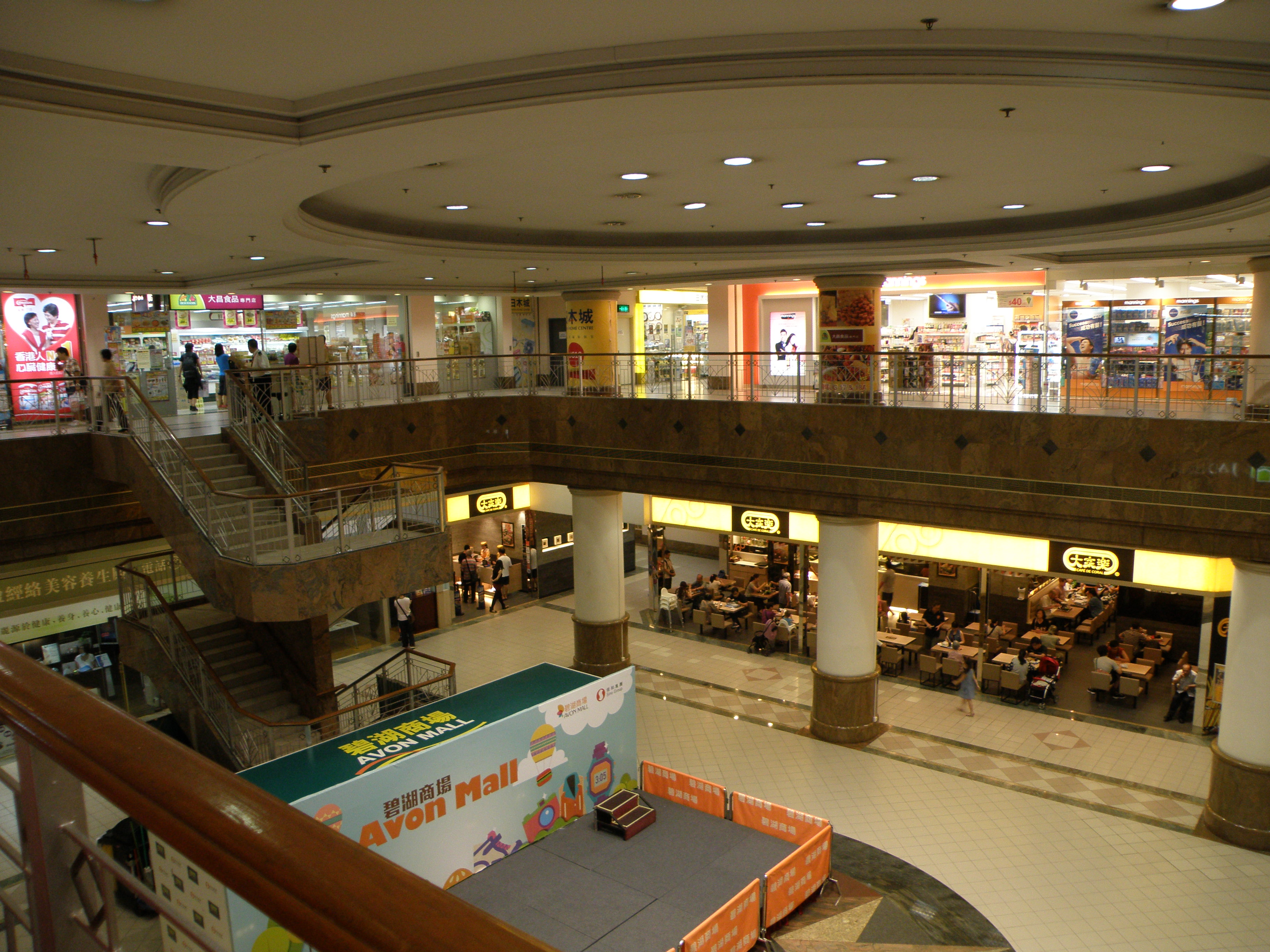
碧湖商場

碧湖花園商場樓面超過10萬平方呎，商場內設有不同形式的商舖，例如：食肆、日常用品店、纖體中心、教育中心和地產等。方便市民日常生活所需。而商場大型中庭不時舉行展覽及活動，吸引鄰近居民前來。商場開業初期已有些少的民生商舖，例如、惠康超級市場、萬寧、OK便利店、稻香、大家樂（遷往粉嶺名都商場）等然而，1997年亞洲金融風暴後大部分小商戶撤離，令購物商場開始出現凋空的情況。2006年8月並在UG層開設吉之島10元廣場並附設南夢宮遊戲機中心，惟南夢宮已在2018年3月31日結業，同年9月改為集團旗下Molly Fantasy遊樂場。

### 主要商戶
- 稻香
- 大家樂
- Living PLAZA by AEON（附設Molly Fantasy遊樂場）
- 萬寧
- 惠康超級市場
- 7-11便利店
- 日本城
- 麥當勞
- 英王麵包店
- 大昌食品市場（已結業）
- 營多東南亞美食市場

## 鄰近屋苑

### 公共屋邨
- 華心邨
- 華明邨

### 居屋
- 景盛苑
- 欣盛苑

### 私人屋苑
- 牽晴間
- 粉嶺中心
- 花都廣場

## 周邊設施

### 小學
- 香海正覺蓮社佛教正覺蓮社學校
- 基督教粉嶺神召會小學

### 中學
- 粉嶺官立中學
- 粉嶺救恩書院
- 聖芳濟各書院
- 基新中學

### 商場
- 牽晴間購物廣場
- 華心商場

### 康樂設施
- 百福田心遊樂場
- 和興體育館

## 外部連結
- 信和集團 -  碧湖花園[永久]
- 碧湖商場 （页面存档备份，存于）